# 정대현 (1978년)
정대현(鄭大炫, 1978년 11월 10일 ~ )은 전 KBO 리그 롯데 자이언츠의 언더핸드 투수이자, 현 KBO 리그 삼성 라이온즈의 2군 퓨처스 감독이다 . 프로 시절 단 한 번도 선발 투수로 등판하지 않은투수이다.

## 선수 시절

### 아마추어 시절
1997년 쌍방울의 고졸 우선 지명을 받았으나 경희대 체육대학에 진학했다.
경희대 체육대학 4학년 때 대학생으로는 유일하게 2000년 하계 올림픽에 출전했다. 9월 20일 그의 첫 번째 올림픽 경기에서 선발 등판해 7이닝 6피안타, 무사사구, 5탈삼진, 무실점을 기록했으나 타선의 난조로 승패를 기록하지 못했다. 그는 9월 26일 미국을 상대로 두 번째로 선발 등판해 6.1이닝 3피안타, 2사사구, 6탈삼진, 2자책점을 기록했으나 승리를 기록하지 못했다.

### SK 와이번스시절
2000년 12월 4일에 계약금 3억 5,000만원, 연봉 2,000만원에 계약했다.

#### 2001년시즌
4월 7일에 구원 등판해 1이닝 동안 세 타자를 상대로 2탈삼진을 기록했다. 시즌 18경기에 등판해 16.2이닝, 5점대 평균자책점으로 시즌을 마감했다.

#### 2002년시즌
24경기에 등판해 1승, 3점대 평균자책점을 기록했다.

#### 2003년시즌
37경기에 등판해 4승 3패, 8홀드, 2세이브, 2점대 평균자책점을 기록했다.

#### 2004년시즌
52경기에 등판해 2승 3패, 16홀드, 2세이브, 2점대 평균자책점을 기록했다.

#### 2005년시즌
20경기에 등판해 1승, 6홀드, 3세이브, 0점대 평균자책점을 기록했다.

#### 2006년시즌
마무리가 취약했던 때에 호세 카브레라와 번갈아 가면서 마무리로 등판했다.

#### 2007년시즌
김성근이 감독으로 부임하며 붙박이 마무리 투수로 활동했다. 당시 경기에서 많은 중간 계투진을 투입했기 때문에 팀의 야구를 이른바 '벌떼 야구'라고 불렀다.

#### 2008년시즌
하계 올림픽 때 심판의 편파 판정으로 인한 잇따른 볼넷과 강민호의 퇴장으로 크게 곤경에 빠졌을 때 구원 등판해 병살을 유도하며 금메달 획득에 기여했다.

#### 2009년시즌
시즌 내내 고질적인 무릎 부상으로 예전의 구위를 보여주지 못했다. 정규 시즌에서 2승 3패, 10세이브, 13홀드, 1점대 평균자책점을 기록했으나 부상으로 인한 투구가 마무리 부재로 인한 팀의 불안함을 드러냈다. 팀은 역대 최다인 19연승 기록을 세웠지만 그가 부진하자 고효준, 전병두, 정우람 등이 돌아가며 그의 공백을 메워야 했다. 또 한국시리즈에서도 이렇다 할 활약을 보여주지 못했다. 시즌 후 그는 무릎 부상을 치료하기 위해 수술을 했고, 그를 대신해 이승호가 마무리를 맡기도 했다.

#### 2010년시즌
49경기에 등판해 4승 1패, 8홀드, 4세이브, 1점대 평균자책점을 기록했다.

#### 2011년시즌
53경기에 등판해 3승 3패, 11홀드, 16세이브를 기록했다. 시즌 후 FA 자격을 획득했다. 11월 22일 팀과의 우선 협상을 중단하고 MLB 진출을 선언했고, 협상을 위해 미국으로 출국했다. 볼티모어 오리올스와 2년 간 320만 달러의 연봉 조건으로 협상했고, 메디컬 테스트를 위해 중도 귀국했다. 메디컬 테스트에서 간 수치가 높다는 진단을 받아 부적격 판정을 받았고, 가족 문제도 고려해 12월 13일에 귀국했다. 그로 인해 KBO 리그에서 MLB로 곧바로 진출하려 했던 계획은 무산됐다.

### 롯데 자이언츠시절
스토브 리그 때 당시 감독이었던 양승호가 투수진 보강을 위해 그의 영입을 타진했고, MLB 진출 포기를 전격 선언한 당일인 12월 13일 4년 간 총액 36억원(계약금 10억원, 연봉 5억원, 옵션 6억원)에 곧바로 FA 계약을 체결하고 이적했다. 계약 후 그는 "미국에서 나름 힘들었는데 팀의 적극적인 공세로 마음이 움직였다"며 "꼭 이 팀의 유니폼을 입고 싶었다. 내 가치를 인정해 준 구단에 감사하고 열정적인 팬들이 있는 야구 도시 부산에서 뛸 수 있어 행복하다. 2012 시즌 팀 우승을 위해 큰 보탬이 되고 싶다"고 계약 소감을 밝혔다. 그러나 2012년 시즌 직전 무릎 부상이 재발해 수술을 받아 약 6개월간 재활했다. 2012년 8월 9일 LG 트윈스와의 경기에서 이적 후 첫 등판해 1이닝 동안 1탈삼진을 기록하며 성공적인 복귀전을 치렀다. 당시 김사율이 마무리를 맡고 있어 셋업 및 중간 계투로 보직을 변경해 좋은 모습을 보여줬다. 이후 2012년 준플레이오프에서는 주로 마무리 투수로 등판했고, 1승, 2세이브를 기록해 MVP로 뽑혔다. 그의 별명과 함께 SK 와이번스의 불펜 운용을 두고 나온 '벌떼 야구'와 당시 감독이었던 양승호의 성인 '양'을 결합해 양떼처럼 투수들이 몰려 나온다는 뜻으로 팀의 불펜 운용을 두고 '양떼 야구'라는 신조어가 생겼다.
2017년에는 단 한 경기도 출전하지 못했고, 시즌 후 은퇴를 선언한 뒤 일본으로 건너가 사이타마 세이부 라이온스에서 코치 연수를 받았다.

## 야구선수 은퇴 후
사이타마 세이부 라이온스에서 지도자 연수를 받은 후 동의대학교의 투수코치로 부임했다. 2022년 아시안 게임에서는 국가대표팀의 불펜 투수코치를 맡았다.

## 플레이 스타일
- 전형적인 언더핸드 투수로 구속은 느리지만 노련한 경기 운영 능력과 경험을 바탕으로 두뇌 피칭을 선호한다.
- 직구, 싱커, 커브를 던질 수 있으며 최고 구속은 137km/h, 평균 구속은 130km/h 초반이다. 강력한 직구와 커브를 통해 타자를 착각에 빠뜨리는 피처이다. 커브는 좋은 날에는 비율이 좋고, 느린 커브와 각이 큰 커브를 구사한다. 구종이 얼마 안 돼서 불안한듯 보이나 변화무쌍하고 직구를 던져도 싱커와 같이 아래서 위로 올라오다가 떨어지며, 커브는 오히려 떠오른다. 이처럼 전혀 다른 궤적을 그리는 두 가지 구질로 피칭을 하다보니 타자들은 타석에서 혼선이 많이 온다. 낮게 오는 공이 제구까지 되니 타이밍을 찾기도 어렵다. 또 싱커볼은 낙차가 크고 예리해 결정구로 이용할 수 있다.
- 무릎 부상의 여파로 무릎의 상태에 따른 팔각도의 변화와 볼의 회전수 변화로 약간의 난조를 보이기도 한다. 그러나 2016년에는 그런 모습을 보이지 않고 상대적으로 안정된 피칭을 보인다.
- 큰 경기에 강한 모습을 보여 구대성, 오승환과 더불어 국가대표 마무리 투수의 계보를 이어갔다.

## 에피소드
- 이대호와의 상대 전적에서 압도적으로 우세했다. 2007년 이후 3년간 이대호를 19타수 무안타로 막아냈다.[9][10] 그러나 2011년 플레이오프 1차전에서 기록이 깨졌다.[11]

## 등번호
- '1', '21' - SK 와이번스
- '38', '28', '41' - 롯데 자이언츠

## 별명
- SK 와이번스 시절 '벌떼 마운드'의 핵심 선수라 하여 '여왕벌'[12]이라 불렸다.

## 출신 학교
- 군산중앙초등학교
- 군산중학교
- 군산상업고등학교
- 경희대학교

## 대한민국 야구 국가대표팀 경력

### 2000년 하계 올림픽
경희대학교 시절 올림픽 국가대표에 발탁됐다. 시드니 올림픽 미국전 선발투수로 나와 눈부신 활약을 보였지만 심판의 아쉬운 심판 판정으로 인해 미국에 패했고, 일본과의 동메달 결정전에서 일본을 꺾고 동메달을 획득했다.

### 2008년하계 올림픽
- 2008년 8월 23일 결승전 : 0.2이닝, 1타자(구리엘) 상대해 유격수 땅볼을 유도해 병살타 처리해 세이브 기록. 팀 우승에 기여했다.

| 팀 | 1 | 2 | 3 | 4 | 5 | 6 | 7 | 8 | 9 | R | H | E |
| 대한민국 ◄ | 2 | 0 | 0 | 0 | 0 | 0 | 1 | 0 | 0 | 3 | 4 | 0 |
| 쿠바 | 1 | 0 | 0 | 0 | 0 | 0 | 1 | 0 | 0 | 2 | 5 | 1 |
| 승리 투수: 류현진 패전 투수: Norberto Gonzalez 세이브: 정대현 홈런: 대한민국 – 이승엽 (1회 2점) 쿠바 – Michel Enriquez (1점), Alexei Bell (1점) |   |   |   |   |   |   |   |   |   |   |   |   |

### WBC

#### 2006년
3.1이닝 2실점, 6탈삼진을 기록했다.

#### 2009년
| 팀 | 1 | 2 | 3 | 4 | 5 | 6 | 7 | 8 | 9 | R | H  | E |
| 멕시코 | 0 | 2 | 0 | 0 | 0 | 0 | 0 | 0 | 0 | 2 | 9  | 1 |
| 대한민국 | 0 | 2 | 0 | 1 | 1 | 0 | 4 | 0 | X | 8 | 12 | 1 |
| 승리 투수: 정현욱 패전 투수: 올리버 페레스 홈런: 한국 – 이범호 (2회 1사, 올리버 페레스를 상대로 1점 홈런), 김태균 (4회 무사, 올리버 페레스를 상대로 1점 홈런), 고영민 (5회 2사, 올리버 페레스를 상대로 1점 홈런 |   |   |   |   |   |   |   |   |   |   |    |   |

#### 2013년
1.1이닝 1탈삼진을 기록했다.

### 아시안 게임

#### 2010년
1.1이닝 무실점을 기록했다.

### WBSC 프리미어 12

#### 2015년
2011년 대회를 마지막으로 폐지된 야구 월드컵을 대체하기 위해 야구랭킹 상위 12개국이 참가하는 국가대항전이 신설됐고, 국가대표로 선출됐다. 이는 본인의 9번째 국제대회이자 마지막으로 국가대표 유니폼을 입는 대회가 됐다.
결승전에서 0.2이닝 1볼넷, 1탈삼진을 기록해 팀의 승리에 기여했고, 초대 우승팀이 됐다.

## 통산 기록

### 투구 기록
| 연 도           | 소 속           | 포 지 션             | 나 이           | 승 리 | 패 전 | 승 률 | 평 자 책 | 출 장 | 선 발 | 완 투 | 완 봉 | 세 이 브 | 홀 드 | 이 닝 | 피 안 타 | 피 홈 런 | 볼 넷 | 고 4 | 탈 삼 진 | 몸 맞 | 보 크 | 폭 투 | 실 점 | 자 책 | 타 자 수 | W H I P |
| --------------- | --------------- | -------------------- | --------------- | ----- | ----- | ----- | -------- | ----- | ----- | ----- | ----- | -------- | ----- | ----- | -------- | -------- | ----- | ---- | -------- | ----- | ----- | ----- | ----- | ----- | -------- | ------- |
| 2001            | SK              | 중간계투 마무리 투수 | 24              | 0     | 0     | ----  | 5.40     | 18    | 0     | 0     | 0     | 0        | 0     | 16.2  | 19       | 2        | 10    | 0    | 20       | 1     | 0     | 0     | 10    | 10    | 80       | 1.74    |
| 2002            | SK              | 중간계투 마무리 투수 | 25              | 1     | 0     | 1.000 | 3.21     | 24    | 0     | 0     | 0     | 0        | 0     | 42.0  | 37       | 3        | 10    | 2    | 30       | 1     | 0     | 0     | 15    | 15    | 173      | 1.12    |
| 2003            | SK              | 중간계투 마무리 투수 | 26              | 4     | 3     | .571  | 2.29     | 37    | 0     | 0     | 0     | 2        | 8     | 51.0  | 33       | 4        | 17    | 3    | 34       | 3     | 0     | 0     | 16    | 13    | 203      | 0.98    |
| 2004            | SK              | 중간계투 마무리 투수 | 27              | 2     | 3     | .400  | 2.34     | 52    | 0     | 0     | 0     | 2        | 16    | 69.1  | 62       | 2        | 14    | 3    | 50       | 5     | 0     | 0     | 22    | 18    | 280      | 1.10    |
| 2005            | SK              | 중간계투 마무리 투수 | 28              | 1     | 0     | 1.000 | 0.37     | 20    | 0     | 0     | 0     | 3        | 6     | 24.1  | 10       | 0        | 6     | 0    | 18       | 0     | 0     | 0     | 1     | 1     | 87       | 0.66    |
| 2006            | SK              | 중간계투 마무리 투수 | 29              | 8     | 4     | .667  | 1.94     | 59    | 0     | 0     | 0     | 15       | 11    | 74.1  | 55       | 3        | 23    | 4    | 52       | 3     | 0     | 0     | 19    | 16    | 289      | 1.05    |
| 2007            | SK              | 중간계투 마무리 투수 | 30              | 3     | 2     | .600  | 0.92     | 60    | 0     | 0     | 0     | 27       | 3     | 78.1  | 50       | 3        | 24    | 9    | 65       | 8     | 0     | 2     | 12    | 8     | 307      | 0.95    |
| 2008            | SK              | 중간계투 마무리 투수 | 31              | 4     | 3     | .571  | 2.67     | 49    | 0     | 0     | 0     | 20       | 0     | 60.2  | 51       | 4        | 22    | 5    | 50       | 3     | 0     | 1     | 18    | 18    | 250      | 1.20    |
| 2009            | SK              | 중간계투 마무리 투수 | 32              | 2     | 3     | .400  | 1.20     | 56    | 0     | 0     | 0     | 10       | 13    | 52.2  | 40       | 1        | 17    | 8    | 43       | 4     | 0     | 2     | 11    | 7     | 211      | 1.08    |
| 2010            | SK              | 중간계투 마무리 투수 | 33              | 4     | 1     | .800  | 1.40     | 49    | 0     | 0     | 0     | 4        | 8     | 45.0  | 31       | 1        | 7     | 3    | 47       | 1     | 0     | 1     | 7     | 7     | 170      | 0.84    |
| 2011            | SK              | 중간계투 마무리 투수 | 34              | 3     | 3     | .500  | 1.48     | 53    | 0     | 0     | 0     | 16       | 11    | 54.2  | 43       | 1        | 25    | 6    | 39       | 3     | 0     | 2     | 12    | 9     | 227      | 1.24    |
| 2012            | 롯데            | 중간계투 마무리 투수 | 35              | 2     | 0     | 1.000 | 0.64     | 24    | 0     | 0     | 0     | 1        | 5     | 28.1  | 12       | 0        | 7     | 3    | 26       | 1     | 0     | 1     | 2     | 2     | 102      | 0.67    |
| 2013            | 롯데            | 중간계투 마무리 투수 | 36              | 5     | 4     | .556  | 3.33     | 58    | 0     | 0     | 0     | 1        | 16    | 51.1  | 56       | 3        | 21    | 7    | 34       | 8     | 0     | 2     | 21    | 19    | 227      | 1.50    |
| 2014            | 롯데            | 중간계투 마무리 투수 | 37              | 4     | 2     | .667  | 4.07     | 60    | 0     | 0     | 0     | 2        | 13    | 42.0  | 40       | 2        | 13    | 2    | 27       | 6     | 0     | 0     | 19    | 19    | 181      | 1.26    |
| 2015            | 롯데            | 중간계투 마무리 투수 | 38              | 2     | 1     | .667  | 2.95     | 19    | 0     | 0     | 0     | 3        | 3     | 18.1  | 16       | 3        | 7     | 0    | 17       | 2     | 0     | 2     | 6     | 6     | 77       | 1.26    |
| 2016            | 롯데            | 중간계투 마무리 투수 | 39              | 1     | 0     | 1.000 | 5.19     | 24    | 0     | 0     | 0     | 0        | 8     | 17.1  | 24       | 3        | 13    | 2    | 7        | 0     | 0     | 0     | 10    | 10    | 85       | 2.13    |
| KBO 통산 : 16년 | KBO 통산 : 16년 | KBO 통산 : 16년      | KBO 통산 : 16년 | 46    | 29    | .613  | 2.21     | 662   | 0     | 0     | 0     | 106      | 121   | 726.1 | 579      | 35       | 236   | 57   | 559      | 49    | 0     | 13    | 201   | 178   | 2949     | 1.12    |

- 시즌 기록 중 굵은 글씨는 해당 시즌 최고 기록

### 타격 기록
| 년도 | 팀    | 타율 | 경기수 | 타수 | 안타 | 2루타 | 3루타 | 홈런 | 타점 | 득점 | 도루 | 도루실패 | 4사구 | 삼진 | 병살타 | 희생타 | 장타율 |
| ---- | ----- | ---- | ------ | ---- | ---- | ----- | ----- | ---- | ---- | ---- | ---- | -------- | ----- | ---- | ------ | ------ | ------ |
| 2007 | SK    | 0.00 | 1      | 1    | 0    | 0     | 0     | 0    | 0    | 0    | 0    | 0        | 0     | 1    | 0      | 0      | 0.00   |
| 2008 | SK    | 0.00 | 6      | 1    | 0    | 0     | 0     | 0    | 0    | 0    | 0    | 0        | 0     | 1    | 0      | 0      | 0.00   |
| 통산 | 2시즌 | 0.00 | 7      | 2    | 0    | 0     | 0     | 0    | 0    | 0    | 0    | 0        | 0     | 2    | 0      | 0      | 0.00   |